# 拉紹德封猶太會堂

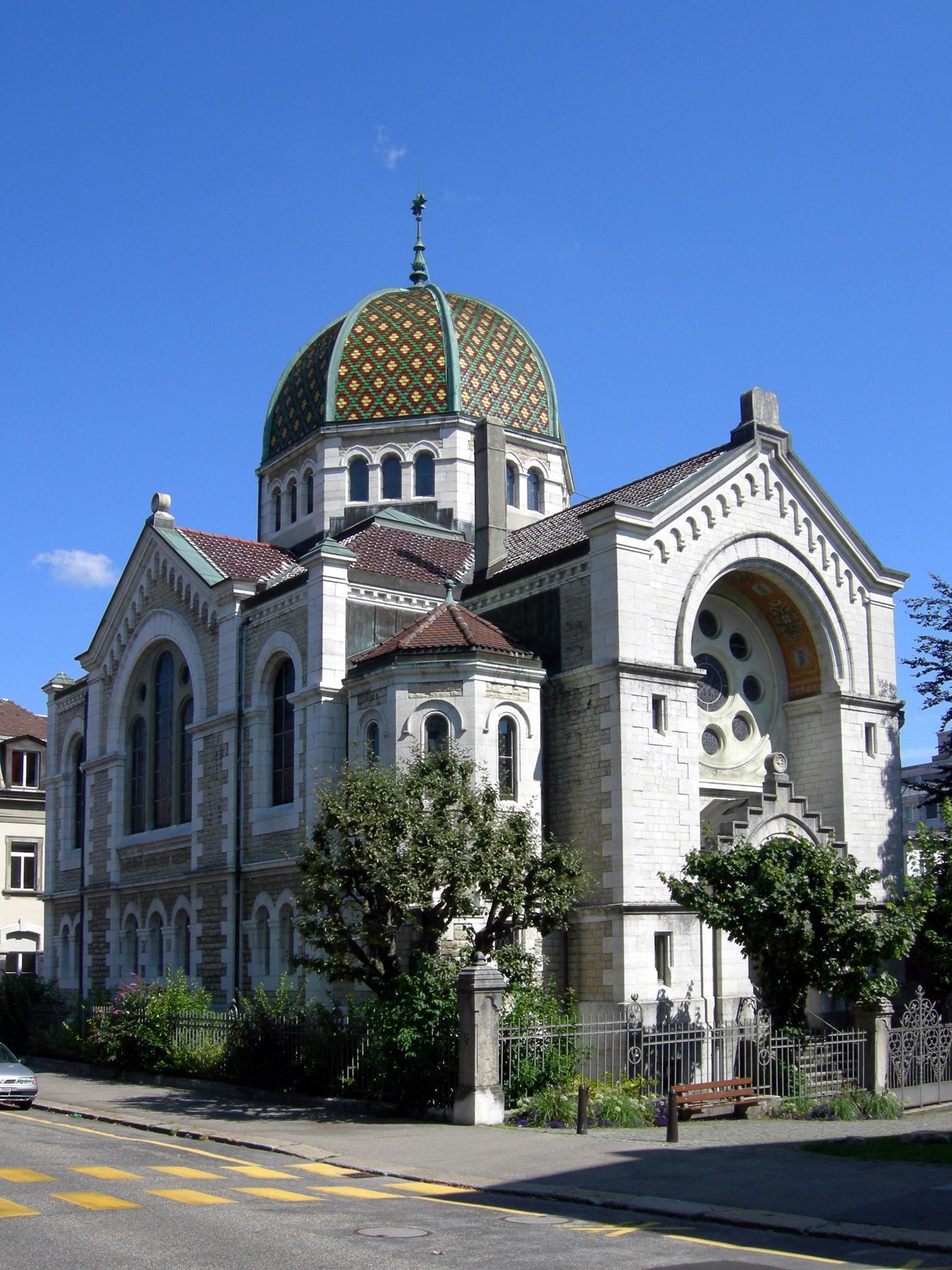

拉紹德封猶太會堂 (法語：synagogue de La Chaux-de-Fonds）是瑞士納沙泰爾州城市拉紹德封的一座猶太會堂。這座猶太會堂公開於1896年，外觀是拜占庭復興式建築。 

## 外部連結
- YouTube上的Synagogue de La Chaux-de-Fonds （法語）